# Druvmålla
Druvmålla (Oxybasis chenopodioides) är en art i släktet flottmållor och familjen amarantväxter. Den beskrevs av Carl von Linné och fick sitt nu gällande namn av S. Fuentes, Uotila & Borsch.

## Beskrivning och utbredning
Druvmållan är en ettårig ört som förekommer i tempererade områden i Europa och Asien. I Sverige är den inte ursprunglig men kan påträffas tillfälligt på mänskligt störd mark och havsstränder.